# أدولف إل. ريد جونيور
أدولف إل. ريد جونيور (بالإنجليزية: Adolph L. Reed, Jr.)‏ هو عالم سياسة وأستاذ جامعي أمريكي، ولد في 14 يناير 1947 في نيو أورلينز في الولايات المتحدة.